# Спрингфилд (Колорадо)
Спри́нгфилд (англ. Springfield) — американский город и окружной центр в округе Бака (штат Колорадо). По данным переписи 2010 года население составляло 1451 человек. Код FIPS: 08-73330, GNIS ID: 0203868, ZIP-код: 81073.

## География
По данным Бюро переписи США, общая площадь округа равняется 2,9 км², из которых 2,9 км² — суша и 0,0 км² — водоёмы.

## Население
По данным переписи 2000 года население составляло 1562 человекa, в городе проживало 409 семей, находилось 715 домашних хозяйств и 838 строений с плотностью застройки 371,9 строения на км². Плотность населения 1793,8 человека на км². Расовый состав населения: белые — 94,88 %, коренные американцы (индейцы) — 1,15 %, азиаты — 0,19 %, представители других рас — 2,56 %, представители смешанных рас 1,22 %. Испаноязычные составляли 5,83 % населения.
В 2000 году средний доход на домашнее хозяйство составлял $24 375 USD, средний доход на семью $34 107 USD. Мужчины имели средний доход $25 385 USD, женщины $16 339 USD. Средний доход на душу населения составлял $13 890 USD. Около 14,4 % семей и 16,8 % населения находятся за чертой бедности, включая 18,6 % молодежи (до 18 лет) и 17,8 % престарелых (старше 65 лет).